# Glenn Claes
Glenn Claes, né le 8 mars 1994 à Lierre en Belgique, est un footballeur belge qui joue au poste de milieu de terrain au Beerschot VA.

## Biographie

### En club

#### Jeunesse et formation
Originaire de Lierre, Glenn Claes commence à jouer au football dès son plus jeune âge au Lyra TSV, jusqu'à ce que le club professionnel local, le Lierse SK, le recrute pour son académie.

#### Lierse SK
Appelé une première fois en équipe première fin 2010 à domicile face à Westerlo sans toutefois quitter le banc, Claes intègre définitivement le noyau A en juillet 2011. Il fait ses débuts professionnels le 18 mars 2012, lorsqu'il est titularisé contre le RAEC Mons et remplacé par Hussein Yasser à la 77e minute à l'occasion d'une rencontre s'achevant sur un partage, un but partout. Il peine toutefois à s'installer dans le noyau, ne disputant que quatre matchs tout au long des trois saisons passée à Lierre, en partie en raison d'une longue absence sur blessure.

#### KV Malines
À l'été 2013, le KV Malines cueille le prometteur milieu de terrain chez son rival et celui-ci signe un contrat de deux ans avec une saison en option,. Claes fait ses débuts pour ses nouvelles couleurs lors des playoffs, face au Sporting de Charleroi (défaite, 0-2) et devient rapidement incontournable, enchaînant une trentaine de rencontres par saison entre 2014 et 2017, tant et si bien que le club décide de prolonger son contrat de deux saisons supplémentaires. Toutefois, relégué en Proximus League, Malines ambitionne de remonter directement au sein de l'élite et se renforce. Les arrivées conuguées de Nikola Storm et de Clément Tainmont à l'aube de la saison 2018-2019 obscurcissent quelque peu le ciel du Lierrois qui ne semble pas pouvoir compter sur beaucoup de temps de jeu sous Dennis van Wijk. Claes est dès lors prêté à Lommel. Il dispute trente matchs chez les Limbourgeois, inscrivant quatre buts et délivrant trois passes décisives.

#### Excelsior Virton
À son retour de prêt, Glenn Claes quitte Malines pour l'Excelsior Virton, récemment promu en Proximus League, où il signe un contrat de deux saisons et une supplémentaire en option. Incapable de décrocher une licence professionnelle, Virton est relégué à l'issue de la saison.

#### RWD Molenbeek
À l'image de plusieurs joueurs, Claes quitte Virton et opte pour le RWD Molenbeek, qui vient d'être promu. Il s'installe  d'emblée dans le noyau et prolonge son contrat jusqu'en 2023 après un an à peine. À l'été 2022, il se blesse gravement aux ischio-jambiers, ce qui l'écarte des terrains pour le reste de la saison. Champion sans jouer la moindre minute avec un contrat qui s'achève, Claes reconnaît déjà début mai 2023 devoir trouver un autre club pour la saison suivante.

#### Lierse Kempenzonen
Après une saison entière passée à l’infirmerie, en juillet 2023, Glenn Claes, libre de transfert, retourne au Lisp et signe un contrat de deux ans avec le Lierse Kempenzonen, héritier et successeur de son club formateur,. Après seulement six rencontres disputées avec les Pallieters, Claes est à nouveau écarté des terrains pour de nombreux mois à la suite d'une blessure au tendon d'Achille.

#### Beerschot VA
Laissé libre de tout contrat par le Lierse, Glenn Claes s'engage lors du mercato estival 2025 avec le Beerschot VA pour une saison, avec une option pour une année supplémentaire.

### En sélections nationales
Régulièrement convoqué en équipes d'âge, Glenn Claes glâne quelques sélections dans chaque catégorie des moins de 15 ans aux moins de 19 ans sans toutefois pourvoir s'inscrire dans la durée.
Il est sélectionné une seule et unique fois en équipe espoirs par Johan Walem en 2015, pour pallier une série d'absences, à l'occasion de la première rencontre à domicile des éliminatoires de l'Euro espoirs 2017 face à la Moldavie (victoire, 2-1). Claes ne monte toutefois pas au jeu et n'est plus appelé par la suite.

## Statistiques

### En club
| Saison                | Club                  | Championnat           | Championnat | Championnat | Championnat | Coupe(s) nationale(s) | Coupe(s) nationale(s) | Coupe(s) nationale(s) | Autres compétitions | Autres compétitions | Autres compétitions | Autres compétitions | Total | Total | Total |
| Saison                | Club                  | Division              | M.          | B.          | P.d.        | M.                    | B.                    | P.d.                  | Comp.               | M.                  | B.                  | P.d.                | M.    | B.    | P.d.  |
| 2011-2012             | Lierse SK             | Division 1            | 1           | 0           | 0           | 0                     | 0                     | 0                     | PO2                 | 1                   | 0                   | 0                   | 2     | 0     | 0     |
| 2012-2013             | Lierse SK             | Division 1            | 1           | 0           | 0           | 1                     | 0                     | 0                     | PO2                 | -                   | -                   | -                   | 2     | 0     | 0     |
| Sous-total            | Sous-total            | Sous-total            | 2           | 0           | 0           | 1                     | 0                     | 0                     | -                   | 1                   | 0                   | 0                   | 4     | 0     | 0     |
| 2013-2014             | KV Mechelen           | Division 1            | 0           | 0           | 0           | -                     | -                     | -                     | PO2                 | 6                   | 0                   | 0                   | 6     | 0     | 0     |
| 2014-2015             | KV Mechelen           | Division 1            | 26          | 2           | 2           | 4                     | 2                     | 0                     | PO2+BE              | 2+4                 | 0                   | 0                   | 36    | 4     | 2     |
| 2015-2016             | KV Mechelen           | Division 1            | 27          | 2           | 1           | 2                     | 0                     | 0                     | PO2                 | 6                   | 0                   | 0                   | 35    | 2     | 1     |
| 2016-2017             | KV Mechelen           | Division 1A           | 21          | 1           | 0           | 1                     | 0                     | 0                     | PO2                 | 5                   | 0                   | 0                   | 27    | 1     | 0     |
| 2017-2018             | KV Mechelen           | Division 1A           | 12          | 0           | 0           | 1                     | 0                     | 0                     | -                   | -                   | -                   | -                   | 13    | 0     | 0     |
| Sous-total            | Sous-total            | Sous-total            | 86          | 5           | 3           | 8                     | 2                     | 0                     | -                   | 23                  | 0                   | 0                   | 117   | 7     | 3     |
| 2018-2019             | Lommel SK (prêt)      | Division 1B           | 23          | 4           | 3           | 1                     | 0                     | 0                     | PO3                 | 6                   | 0                   | 0                   | 30    | 4     | 3     |
| 2019-2020             | RE Virton             | Division 1B           | 12          | 1           | 3           | 1                     | 0                     | 0                     | -                   | -                   | -                   | -                   | 13    | 1     | 3     |
| 2020-2021             | RWD Molenbeek         | Division 1B           | 24          | 6           | 5           | 2                     | 0                     | 0                     | -                   | -                   | -                   | -                   | 26    | 6     | 5     |
| 2021-2022             | RWD Molenbeek         | Division 1B           | 20          | 1           | 5           | 1                     | 0                     | 0                     | BR                  | -                   | -                   | -                   | 21    | 1     | 5     |
| Sous-total            | Sous-total            | Sous-total            | 44          | 7           | 10          | 3                     | 0                     | 0                     | -                   | -                   | -                   | -                   | 47    | 7     | 10    |
| 2023-2024             | Lierse Kempenzonen    | Division 1B           | 8           | 1           | 0           | -                     | -                     | -                     | -                   | -                   | -                   | -                   | 8     | 1     | 0     |
| 2024-2025             | Lierse Kempenzonen    | Division 1B           | 27          | 6           | 2           | 1                     | 1                     | 0                     | -                   | -                   | -                   | -                   | 28    | 7     | 2     |
| Sous-total            | Sous-total            | Sous-total            | 30          | 7           | 2           | 1                     | 1                     | 0                     | -                   | -                   | -                   | -                   | 31    | 8     | 2     |
| 2025-2026             | Beerschot VA          | Division 1B           | 2           | 0           | 0           | -                     | -                     | -                     | -                   | -                   | -                   | -                   | 2     | 0     | 0     |
| Total sur la carrière | Total sur la carrière | Total sur la carrière | 204         | 24          | 21          | 15                    | 3                     | 0                     | -                   | 30                  | 0                   | 0                   | 249   | 27    | 21    |

## Palmarès

### En club
|  |  | RE Virton - Championnat de Belgique de deuxième division : - Vice-champion : 2020 |  | RWD Molenbeek - Championnat de Belgique de deuxième division : - Vice-champion : 2022 |

## Vie privée
Glenn Claes est le fils d'Eddy Claes, ancien gardien de but et entraîneur belge, formé au Lierse SK et icône du Lyra TSV,. En 2020, Claes doit faire face avec sa compagne, Myrte, à un cancer détecté chez son fils, Lewis, qui subit une greffe.